# 弗林·奥格尔维
弗林·奥格尔维（英語：Flynn Ogilvie，1993年9月17日—），生于新南威尔士州，澳大利亚男子曲棍球运动员。他曾代表澳大利亚国家队参加2020年夏季奥林匹克运动会曲棍球比赛，获得一枚银牌。